# 가만라거
가만라거(아일랜드어: Gamanraige)는 피르 올 은에크마크트의 한 지류이다. 선사시대 아일랜드의 섀넌강 서쪽을 다스리던 씨족이다.
가만라거는 골웨이 강과 북동쪽의 더프 강 사이의 지역을 다스렸다. 수도는 라흐 오하(Rath Eochaidh)였으며, 이곳은 훗날 크루한이라고 불리게 되었다.
〈플리다스의 소몰이〉는 코나크타 군대가 가만라거를 공격한 이야기를 다루고 있다. 코나크타의 여왕 메브와 그 남편 알릴, 그리고 페르구스를 비롯한 울라에서 코나크타로 망명한 이들이 공격대를 이루었다. 페르구스는 메이요 북쪽 에리스에서 플리다스와 그녀의 남편 어일릴 핀(Oilill Finn)과 맞서 싸웠다.

## 참고 자료
- "Foras Feasa Eirann", Geoffrey Keating, 1636.
- "Leabhar Mor nGenealach", Dubhaltach MacFhirbhisigh, 1649-1666.
- "Ogyia", Ruaidhri O Flaithbheartaigh, 1684.
- "The History of Mayo", T.H.Knox, 1908.